# Líté
Líté je obec v okrese Plzeň-sever v Plzeňském kraji. Leží 28 kilometrů severozápadně od Plzně. Součástí obce je i vesnice Spankov. Celkem v nich žije 208 obyvatel.

## Historie
První písemná zmínka o vesnici pochází z roku 1175.

## Obyvatelstvo
Při sčítání lidu v roce 1921 zde žilo 281 obyvatel (z toho 140 mužů) československé národnosti, z nichž bylo 141 římských katolíků, čtyři členové církve československé a 136 lidí bez vyznání. Podle sčítání lidu z roku 1930 ve vsi žilo 282 Čechoslováků: 187 katolíků, šedesát evangelíků a 35 lidí bez vyznání.
| Rok            | 1869 | 1880 | 1890 | 1900 | 1910 | 1921 | 1930 | 1950 | 1961 | 1970 | 1980 | 1991 | 2001 | 2011 | 2021 |
| -------------- | ---- | ---- | ---- | ---- | ---- | ---- | ---- | ---- | ---- | ---- | ---- | ---- | ---- | ---- | ---- |
| Počet obyvatel | 284  | 332  | 313  | 355  | 340  | 345  | 332  | 238  | 262  | 233  | 238  | 228  | 214  | 203  | 209  |
| Počet domů     | 38   | 42   | 46   | 49   | 53   | 61   | 65   | 80   | 66   | 65   | 54   | 71   | 76   | 80   | 85   |

## Obecní správa
Mezi lety 1869–1950 Líté bylo obcí v okrese Kralovice (1869–1930) a později v okrese Plasy. V letech 1961–1990 patřilo jako část obce k Dolní Bělé a od 24. listopadu 1990 je opět samostatnou obcí.

### Části obce
- Líté
- Spankov

V roce 1869 k obci patřil Hvozd.

### Obecní symboly
Znak a vlajka byly obci uděleny rozhodnutím předsedy Poslanecké sněmovny Parlamentu České republiky dne 6. ledna 2021.

## Vybavenost
V obci se nachází koupaliště s venkovním bazénem o rozměru 40 krát 30 metrů.

## Osobnosti
- Antonín Reinwart (1856–1929), nakladatel a knihkupec